# Valea Mare (Olt)
Pour les articles homonymes, voir Valea Mare.
Valea Mare est une commune du județ d'Olt en Roumanie.